# امجمع

تعديل مصدري - تعديل

امجمع هي إحدى قرى عزلة جيشان بمديرية جيشان التابعة لمحافظة أبين، بلغ تعداد سكانها 23 نسمة حسب تعداد اليمن لعام 2004.